# Yoncalla (llengua)
El yoncalla (també kalapuya meridional o yonkalla) és una llengua ameríndia kalapuya que s'havia parlat al sud-oest d'Oregon als Estats Units. En el segle xix havia estat parlada per la banda yoncalla dels kalapuyes de la vall del riu Umpqua. Està força relacionada amb el kalapuya central i elkalapuya septentrional, parlats al nord de la vall de Willamette.
El darrer parlant conegut de la llengua fou Laura Blackery Albertson, de qui n'està demostrat que era semi-parlant en 1937.